# Nubieber (California)
Nubieber es un lugar designado por el censo ubicado en el condado de Lassen en el estado estadounidense de California. En el año 2010 tenía una población de 50 habitantes.

## Geografía
Nubieber se encuentra ubicado en las coordenadas 41°5′50.76″N 121°10′50.31″O / 41.0974333, -121.1806417.